# (21554) Leechaohsi
(21554) Leechaohsi (1998 QR69) – planetoida z pasa głównego asteroid okrążająca Słońce w ciągu 5,56 lat w średniej odległości 3,14 j.a. Odkryta 24 sierpnia 1998 roku.